# 田中一弘 (経営学者)
田中 一弘（たなか かずひろ、1966年 - ）は、日本の経営学者。一橋大学大学院経営管理研究科・商学部長・教授、博士（商学）。
東京都中野区生まれ。大学院で伊丹敬之らの指導を受け、コーポレートガバナンスが専門。企業家研究フォーラム賞受賞。

## 学歴
- 1985年 東京都立立川高等学校卒業[3]
- 1990年 一橋大学商学部卒業[4]
- 1996年 一橋大学大学院商学研究科修士課程修了[4]
- 1999年 一橋大学大学院商学研究科博士後期課程修了、博士（商学）[4]

## 職歴
- 1990年 株式会社日本興業銀行入行[4]
- 1997年 日本学術振興会特別研究員[4]
- 1999年 神戸大学大学院経営学研究科助教授[4]
- 2003年 一橋大学大学院商学研究科助教授[4]
- 2007年 一橋大学大学院商学研究科 准教授
- 2010年 一橋大学大学院商学研究科 教授
- 2019年 一橋大学大学院経営管理研究科・商学部長[5]

この間2005年から2006年まで経済産業研究所の研究員（ファカルティフェロー）も兼任。

## 著書・論文

### 著書
- 企業支配力の制御─戦後日本企業の経営者・資金提供者関係─（2002年11月、有斐閣）
- 日本企業 変革期の選択、トップ・マネジメントの戦略的意思決定能力（2002年、東洋経済新報社） - 共著
- 日本企業研究のフロンティア 第1号（2005年6月、有斐閣） - 共著
- 松下電器の経営改革（2007年、有斐閣） - 伊丹敬之,加藤俊彦,中野誠と共著
- 組織の〈重さ〉：日本的企業組織の再点検』（2007年、日本経済新聞出版社） - 沼上幹,加藤俊彦,島本実,軽部大と共著
- 現代の経営理論（2008年、有斐閣） - 伊藤秀史,沼上幹,軽部大 と共編
- 渋沢栄一と人づくり（2013年、有斐閣） - 橘川武郎,島田昌和と共編著
- 「良心」から企業統治を考える（2014年、東洋経済新報社）
- 企業統治（2017年、中央経済社） - 吉村典久,伊藤博之,稲葉祐之と共著

### 論文
- 「銀行志向型」企業統治の日独比較─《制度》と《取引関係》からの分析─（1999年、組織科学第33巻第1号） - 共著
- 執行役員制導入によるトップ・マネジメントの変容（2001年、国民経済雑誌第184巻第4号）
- 有効な企業統治改革に向けて（2001年、ビジネス・インサイト第35号） - 共著
- 経営者の埋め込みとエントレンチメント─企業ガバナンスへの複眼的アプローチに向けて─（2003年5月、国民経済雑誌第187巻第5号）